# Czcigodni mordercy
Czcigodni mordercy (Men of Respect) – amerykański dramat ukazujący mafijne porachunki dla zdobycia władzy. Przedstawienie chciwości i zachłanności po spotkaniu z wróżką. Uwspółcześniona adaptacja dramaty Makbet Szekspira.  